# Villefranche-du-Périgord
Villefranche-du-Périgord (okcitansko Vilafrancha de Perigòrd) je naselje in občina v francoskem departmaju Dordogne regije Akvitanije. Leta 2007 je naselje imelo 770 prebivalcev.

## Geografija
Kraj leži v pokrajini Périgord Noir ob reki Lémance, 83 km jugovzhodno od Périgueuxa.

## Uprava
Villefranche-du-Périgord je sedež istoimenskega kantona, v katerega so poleg njegove, vključene še občine Besse, Campagnac-lès-Quercy, Lavaur, Loubejac, Mazeyrolles, Orliac, Prats-du-Périgord in Saint-Cernin-de-l'Herm z 2.383 prebivalci.
Kanton Villefranche-du-Périgord je sestavni del okrožja Sarlat-la-Canéda.

## Zgodovina
Naselbina je bila ustanovljena kot francoska srednjeveška bastida v letu 1261 od grofom Poitouja Alfonzom Poitierskim, bratom francoskega kralja Ludvika IX..

## Zanimivosti
- bastida
  - ohranjene stavbe z arkadami iz 13. in 14. stoletja,
- cerkev Marijinega Vnebovzetja iz 19. stoletja,
- cerkev sv. Štefana, Saint-Étienne des Landes, iz 12. do 15. stoletja,
- muzej kostanja, maronov in šampinjonov.